# Estação Boa Esperança (CBTU)
A Estação Boa Esperança é uma estação ferroviária integrante da Linha Sul do Sistema de Trens Urbanos de Natal, administrada pela Companhia Brasileira de Trens Urbanos (CBTU).
Está localizada na Av. Doutor Luís Antônio, bairro Boa Esperança, no município de Parnamirim, Estado do Rio Grande do Norte, Brasil. Situa-se entre as estações Parnamirim e Cajupiranga.
É a terceira estação ferroviária dentro do município de Parnamirim e a primeira a ser entregue de um projeto de expansão da Linha Sul, iniciado em 2022, em direção aos municípios de São José do Mipibu e Nísia Floresta.

## Histórico
A estação foi inaugurada em 8 de fevereiro de 2022 como parte de um projeto de expansão do sistema ferroviário na Grande Natal, em direção aos municípios de São José do Mipibu e Nísia Floresta, denominado Linha Branca.
O projeto da chamada Linha Branca consistiu na construção de 23,4 quilômetros de vias e cinco novas estações após a estação Parnamirim (Boa Esperança, Cajupiranga, Bonfim, São José de Mipibu e Nísia Floresta). Apesar da nomenclatura utilizada durante sua construção, a Linha Branca consiste, na verdade, de um projeto de expansão da já existente Linha Sul do Sistema de Trens Urbanos de Natal.
Boa Esperança operou brevemente como estação terminal da Linha Sul, até a inauguração da estação Cajupiranga em 30 de março de 2022.